# Kertesziomyia quadrangulum
Kertesziomyia quadrangulum är en tvåvingeart som först beskrevs av de Meijere 1916.  Kertesziomyia quadrangulum ingår i släktet Kertesziomyia och familjen blomflugor. Inga underarter finns listade i Catalogue of Life.